# 慎貴人
慎貴人（しんきじん、？ - 乾隆42年9月9日（1777年10月9日））は、清の乾隆帝の妃嬪。姓は索綽羅氏とされる。

## 生涯
生年は不詳だが、誕生日は5月16日である。
慎貴人がいつ、どのような経緯で乾隆帝の後宮に迎えられたのかは不明である。
雍正13年（1735年）9月24日、即位したばかりの乾隆帝は詔を下し、高氏側福晋を貴妃に、那拉氏側福晋を妃に、蘇氏と黄氏の格格を嬪に、金氏の格格を貴人に、海氏と陳氏の格格を常在に封じたが、この中に慎貴人の名はなかった。これは、彼女が乾隆帝の即位前、潜邸時代の侍妾ではなかったことを示している。
乾隆2年（1737年）11月24日、乾隆帝は後宮にいる2名の常在を貴人に昇格させるよう命じたが、その中に慎貴人が含まれていたかは不明である。現代の研究者・王冕森によると、海常在と陳常在は同年5月11日（一説には5月12日）にすでに貴人に昇格していたため、11月24日に昇格した2名の常在は、乾隆帝即位後に後宮に迎えられた怡嬪柏氏と秀貴人であった可能性がある。しかし、この推測にはさらなる考証が必要である。
遅くとも乾隆13年（1748年）1月には、宮中に慎貴人の名が確認されている。
乾隆42年（1777年）9月9日、慎貴人は薨去し、同日中に金棺に納められた。その後、静安荘に一時的に安置され、同年9月20日、裕陵妃園寢に正式に埋葬された。

## 登場作品
- 如懿伝 〜紫禁城に散る宿命の王妃〜（2017年、中国、演：曾一萱）

## 伝記資料
- 『清史稿』